# Лойссов
Лойссов (нім. Leussow) — громада в Німеччині, розташована в землі Мекленбург-Передня Померанія. Входить до складу району Людвігслуст-Пархім. Складова частина об'єднання громад Людвігслуст-Ланд.
Площа — 19,93 км2. Населення становить Невірний параметр metadata 13 076 084 ос. (станом на 31 грудня 2020).